# 罗特 (下莱茵省)
罗特（法語：Rott，法語發音：[ʁɔt]）是法国大东部大区阿尔萨斯欧洲集体下莱茵省的一个市镇，属于阿格诺-维桑堡区。 

## 地理
罗特（49°1'24"N, 7°54'29"E）面积3.24 平方千米，位于法国大東部大區下莱茵省，该省份为法国大陆部分最东部的省份，是阿尔萨斯的一部分，今与上莱茵省组成了阿尔萨斯欧洲集体，其南至上莱茵省，西南接孚日省和默尔特-摩泽尔省，西接摩泽尔省，北与德国接壤。
与罗特接壤的市镇（或旧市镇、城区）包括：克莱堡、奥伯奥芬-莱维桑堡、维桑堡。
罗特的时区为UTC+01:00、UTC+02:00（夏令时）。

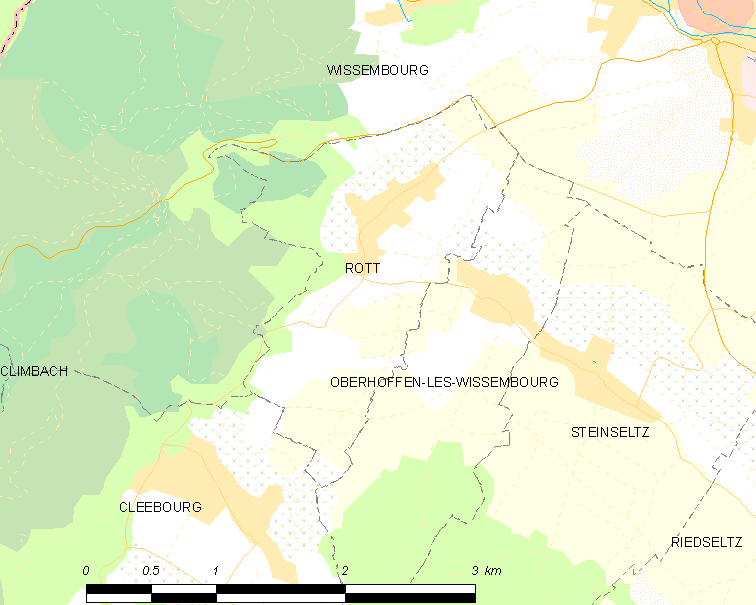
罗特的OSM定位图

## 行政
罗特的邮政编码为67160，INSEE市镇编码为67416。

## 政治
罗特所属的省级选区为维桑堡县。

## 人口

1962-2008年间罗特人口变化图示

罗特于2022年1月1日时的人口数量为467人。